# ブラック・バード (テレビドラマ)
『ブラック・バード』(Black Bird)は2010年に ジミー・キーンが表した自伝的小説"In with the Devil: a Fallen Hero, a Serial Killer, and a Dangerous Bargain for Redemption"に基づき、デニス・ルヘインが創作した犯罪ドラマ・ミニシリーズである。6話からなるシリーズは2022年7月8日にApple TV+で配信された。本シリーズは批評家から高く評価されている。

## あらすじ
かつて高校のアメリカンフットボールの花形選手であったジミー・キーンは麻薬販売と違法な武器の所持で逮捕される。5年の刑期と信じて司法取引を受け入れるが、仮釈放なしの10年の刑期を宣言される。FBI捜査官のマッコーリーはジミーの魅力と人好きのする性格を見込み、証拠不十分により釈放されそうな連続殺人犯ラリー・ホールから自白を引き出せば釈放すると約束し、精神異常者を集めた刑務所に送り込む。ジミーはラリーに接近し、その異常さに触れる。ジミーが囚人に憎まれ殺されかねないタレコミ屋であることに気づいた看守に恐喝されるも、ジミーはラリーを野放しにしないために刑務所に残り、ラリーから鍵となる証言を引き出す。ジミーは約束通り釈放され、ラリーは控訴が棄却されて終身刑のままとなる。ジミーはビジネスで成功する。

## キャスト
※括弧内は日本語吹替。

### メイン
- タロン・エガートン　: ジミー・キーン（英語版）（木村昴） - 麻薬販売と銃の不法所持で仮釈放無しの10年の実刑を受けた犯罪者
- ポール・ウォルター・ハウザー : ラリー・ホール（英語版）（かぬか光明） - 連続強姦殺人犯で清掃人
- セピデ・モアフィ（英語版）: ローレン・マッコーリー（木村香央里） - FBI捜査官
- グレッグ・キニア : ブライアン・ミラー - 連続強姦殺人事件を捜査する刑事
- レイ・リオッタ : ジェームズ・キーン (ビッグ・ジム) - ジミーの父で元警官

### リカーリング
- Robyn Malcolm : サミー・キーン - ビッグ・ジムの後妻
- Jake McLaughlin : ゲイリー・ホール - ラリーの双子の兄
- ロバート・ウィズダム : エドムンド・ボーモント - 検事
- Cullen Moss : ラス - 刑事
- トニー・アメンドーラ : ヴィンセント・ジガンテ - スプリングフィールド刑務所で服役中のマフィアのジェノヴェーゼ一家のボス
- Melanie Nicholls-King : アメリア・ハケット – スプリングフィールド刑務所の精神科医
- B. Duncan : アーロン・ジッカーマン – ジミーの正体を知るスプリングフィールド刑務所の主任精神科医
- Joe Williamson : カーター - スプリングフィールド刑務所の看守
- Laney Stiebing : ジェシカ・ローチ - ラリー・ホールに殺された被害者
- Cecilia Leal : ロシェル - ジミーが関係を持つ女
- Cade Tropeano : ラリー・ホール - 少年時代
- Blue Clarke : ジミー・キーン- 少年時代
- Christopher Backus : ビッグ・ジム - 青年時代
- Kwajalyn Brown : ダイアン・ウッド - 判事

## エピソード
| 通算 話数 | タイトル                                       | 監督                    | Teleplay by                       | 公開日        |
| --- | ---------------------------------------------- | ----------------------- | --------------------------------- | ------------- |
| 1 | "ジミーの選択" "Pilot"                         | ミヒャエル・R・ロスカム | デニス・ルヘイン                  | 2022年7月8日  |
| 1993年、インディアナ州に住む南北戦争マニアのラリー・ホールを、ブライアン・ホール刑事が少女を殺した罪で追及するも、地元の警察はラリーを無害な虚言癖のある男と考えて相手にしない。 1996年、シカゴに住むジミー・キーンは麻薬販売と違法な銃器所持で逮捕され、仮釈放なしの10年の懲役を言い渡される。7か月後、FBI捜査官のローレン・マッコーリーが彼を訪れて人好きのする性格を認め、精神異常者が服役するミズーリ州のスプリングフィールド刑務所に服役するラリー・ホールに、14人の女性の殺人を認めさせれば釈放する取引を持ちかける。ラリーは二人の殺人で有罪となったが、遺体は一体しか発見されず、しかも自白を強制されたと主張して控訴する。ジミーは断るが、父ビッグ・ジムが脳卒中で倒れたと聞いて変心し、渡された書類を読み込む。 |                                                |                         |                                   |               |
| 2 | "ラリーの自白" "We Are Coming, Father Abraham" | ミヒャエル・R・ロスカム | デニス・ルヘイン                  | 2022年7月8日  |
| ミラーはラリーに自白させるも、ラリーはミラーが自分を操って嘘の自白を強制したと主張して控訴が認められる。マッコーリーはジミーに辛い子供時代のことを語らせ、ラリーに近づく時にはその話を使うよう言い、スプリングフィールド刑務所に移送する。ジミーは躊躇しながらも刑務所に入り、ラリーの姿を認める。自分の正体を知る主任精神科医ジッカーマンに面談する。マッコーリーはミラーに、ジミーを使って自白を引き出す計画を話す。 |                                                |                         |                                   |               |
| 3 | "危険な潜入" "Hand to Mouth"                   | ミヒャエル・R・ロスカム | Riccardo DiLoreto & Sean K. Smith | 2022年7月15日 |
| ジミーはラリーを会話に引き込もうとして果たせないが、マフィアのヴィンセント・ジガンテに声をかけられる。ラリーが見ていたテレビのチャンネルを変えようとした男を殴り倒した後は親しくなり、女性を強姦し殺したとほのめかされる。元警官である父のビッグ・ジムが面会に来たため、看守のカーターはジミーが囚人たちの憎悪の的である潜入中のタレコミ屋だと察知する。金を渡さないと暴露して囚人たちに殺させると脅す。ジミーは父に頼み、隠していたコカインを刑務所に持ち込ませようとするが、既に友人のダニーに盗まれている。マッコーリーとミラーは捜査を続け、ラリーは犯してない犯罪をわざと自白して無駄な捜査をさせた経歴があり、これが控訴審で有利に働くと知る。マッコーリーは刑務所でジミーに面会して、カーターの恐喝から守るために刑務所から出そうと提案するが、ジミーはラリーを野放しにしないために危険を冒して刑務所にとどまると答える。                                             |                                                |                         |                                   |               |
| 4 | "彼女の名前" "WhatsHerName"                    | Jim McKay               | デニス・ルヘイン & Steve Harris   | 2022年7月22日 |
| ジミーはラリーの部屋を調べ、猟奇的な絵が描き足されているポルノ雑誌を見つける。刑務所内で暴動が起き、ラリーとジミーは後始末の掃除をさせられる。ラリーは子供のころ、墓堀り人だった父親に連れられて真夜中に墓泥棒を働いたことを話す。ラリーはジミーにも子供時代の話をするよう求める。ジミーは両親が離婚した後、母の望みだと思いこんで母の乱暴なボーイフレンドに立ち向かうも逆に叩きのめされ、興奮した母は直後にセックスをした苦い記憶を語る。ラリーはエンジン始動液に浸した布で女性たちを無抵抗にさせたと話す。双子の兄のゲイリーがラリーに面会に来て、地元の警察がラリーの釈放を予想していると話す。 |                                                |                         |                                   |               |
| 5 | "遺体の場所" "The Place I Lie"                 | ジョー・チャペル        | デニス・ルヘイン                  | 2022年7月29日 |
| ジミーは自分の正体を知るジッカーマン医師に面談しに行くが、休暇のためハケットが代わりとなる。ハケットは担当するラリーがジミーに影響されて自信を増したと考える。ジガンテは自分の許可なしにコカインを刑務所に持ち込もうとしたことを知りジミーを責める。カーターはジミーがタレコミ屋だと囚人たちに言って回る。ジミーは電話と送金を妨害される。ラリーは夢と体験が混然となった、犯した少女に抵抗されて殺した記憶をジミーに語る。ミラーとマッコーリーはラリーが偽の自白で警察を無駄に引きずり回した足取りをたどり、犠牲者の自転車を別のお気に入りの少女にプレゼントしていたことを知るが、証拠としては不十分だとボーモント検事に告げられる。 |                                                |                         |                                   |               |
| 6 | "君の約束" "You Promised"                      | ジョー・チャペル        | デニス・ルヘイン                  | 2022年8月5日  |
| カーターがジミーの正体を話して回り、ジミーは追い詰められる。ラリーは犠牲者を埋めた地図を描いてジミーに見せ、控訴審で勝ち釈放されるつもりだと語る。ジミーが否定するとラリーは激怒して殴りかかり、看守が引き離す。ハケットはラリーを挑発したとしてジミーを懲罰房に入れ、ジッカーマンへの電話も許さない。紙と鉛筆を拒否され、ジミーは記憶を頼りに自分の血で壁に地図を書き写す。ゲイリーはマッコーリーおよびミラーと話してラリーを疑い始める。ジッカーマンとマッコーリーがジミーの窮状に気づいて懲罰房から出す。ジミーは証言と引き換えに釈放される。ラリーは控訴を却下されて終身刑のままとなる。ラリーは自殺を図り、ゲイリーは心の重荷を減らすためにすべての罪を認めるよう勧める。ラリーは一旦は15件の殺人を認めるも後に撤回する。15体の遺体は見つからないままとなる。2004年、ビッグ・ジムは心臓発作で死ぬ。ジミーはビジネスで成功し、連続殺人事件を分析する司法機関に協力する。 |                                                |                         |                                   |               |

## 受賞
第75回プライムタイム・エミー賞クリエイティブ・アーツ部門ではリミテッドシリーズ/アンソロジーシリーズ/テレビ映画撮影賞、さらに助演男優賞リミテッドシリーズ/アンソロジーシリーズ/テレビ映画（ポール・ウォルター・ハウザー）を受賞した。